# Cambronne-lès-Ribécourt

Cambronne-lès-Ribécourt este o comună în departamentul Oise, Franța. În 1 ianuarie 2022 avea o populație de 1.875 de locuitori.